# バス窓

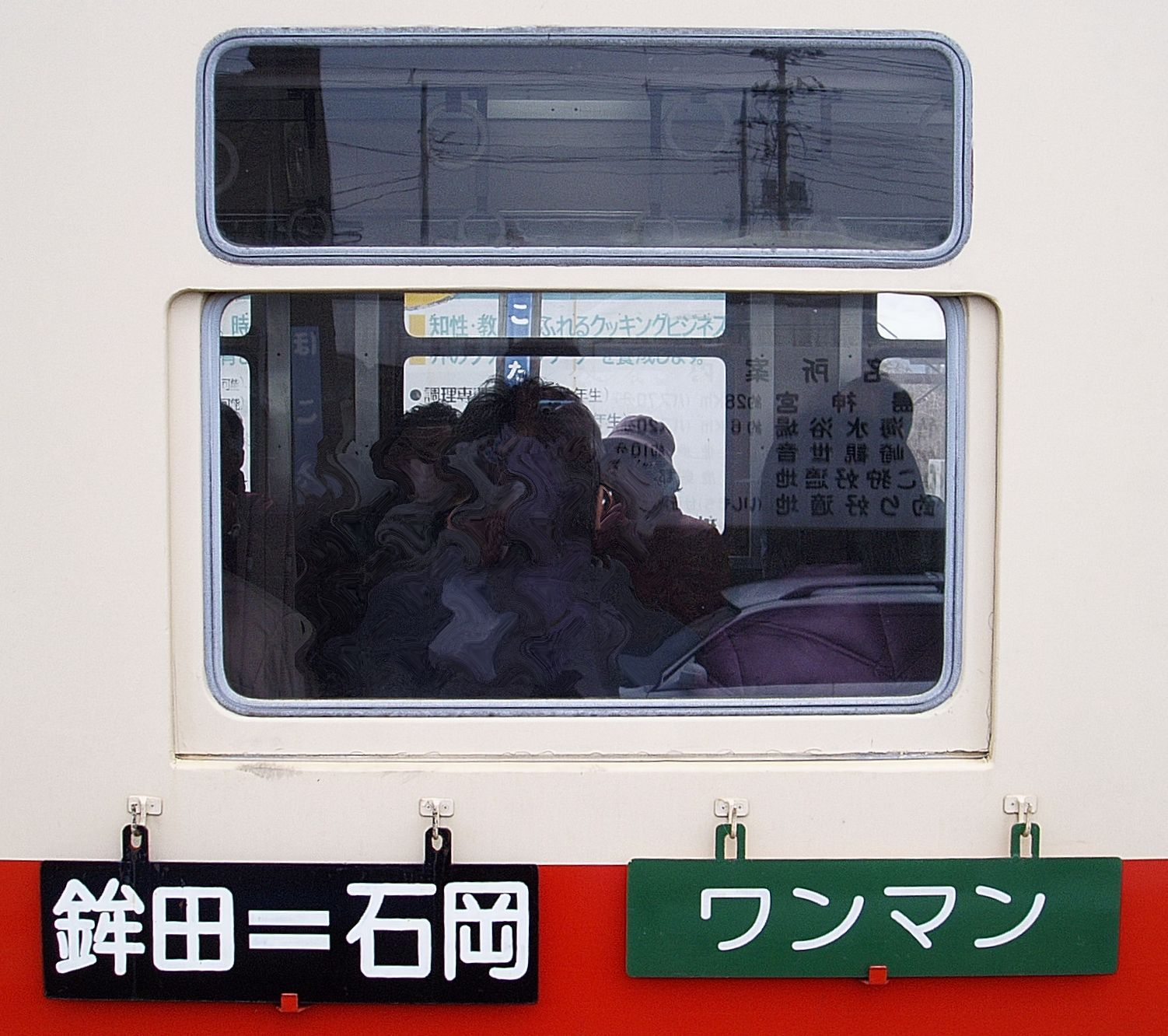
「バス窓」の例（鹿島鉄道キハ432）

バス窓（バスまど）とは、かつてバスや一部の鉄道車両で採用された側面窓形状を指す。愛好家による俗称であり、本来の名称は「スタンディー・ウィンドウ（立席窓）」である。
「バス窓」は2段窓の一種であるが、下段は上昇または下降（落とし窓）による開閉が可能で、上段はH形断面のHゴムで外板に固定されている。車体に並ぶHゴムの縁取りと隅の丸みが外観上の特徴となる。通常の二段窓よりも構造が簡潔で、かつ、外板開口部が小さくなることで窓周りの補強部材も減り、軽量化と車体強度の面で有利となる。
Hゴム支持の上段窓を持つ車両の始祖は1936年に登場したPCCカーと言われ、バスではやや遅れて1939年に発表されたGMC・トランジットを嚆矢とする。いずれも車体はセミモノコック、あるいはモノコック構造の軽量車体であり、そのメリットをスポイルしないための固定窓の採用であった。
車体以外にも多岐にわたる技術革新がふんだんに盛り込まれていたこれらは、旧来の車両を一気に過去のものとするほどの質的向上を見せたことから、輸送機械の革命児としてもてはやされ、北米で爆発的に普及していった。
太平洋戦争後、連合国軍占領下の日本では、すべてにおいてアメリカの影響を強く受けることとなる。工業界も同様で、車両メーカー各社はこれらの優れた設計を取り入れ、一斉に追従した。新造時から一部の窓をHゴム支持とした車両は1950年代に現れ、すぐに客室上段窓のHゴム支持も普及した。特にモノコック構造の車体設計をアメリカから学んだ日本の路線バスは、すべてがこの方式へと代わっていった。この頃のカタログなどには、「立ち席窓」や「スタンディーウインドウ」といった表現が見られる。
1970年代以降は組み立て工程の合理化により、二段窓は、鉄道車両では外はめ式のユニット窓へ、路線バスでも上段窓を含め全サッシとしたものへと代わり（戻り）、新規製造される車両にはHゴム固定の客室窓は使用されなくなった。鉄道車両の上段Hゴム固定窓に対し、「バスのような窓」や「バス型窓」とする表現はこれ以前にもあったが、「ユニット窓」や「全サッシ窓」の登場で、趣味の世界では混在する従来の「上段Hゴム固定窓」と区別する必要が生じ、Hゴム支持には短いうえにわかりやすい「バス窓」という呼び名が与えられ、愛好家の間や趣味誌で使われることで広まり、定着した。
日本では松本電鉄バス（現アルピコ交通）が1999年までバス窓を持つバスを運行していたが、2019年時点ではこれらのバスはごく一部の保存車両などを除き消滅し、鉄道車両でも廃車もしくは窓の改造によりバス窓の車両はごく少数となっている。こうした状況の中で、とさでん交通においては200形の一部が冷房機器の搭載に対応した車体強度の向上を目的として、590形が雨水による窓腐食防止対策としてそれぞれ二段窓をバス窓に改造している。

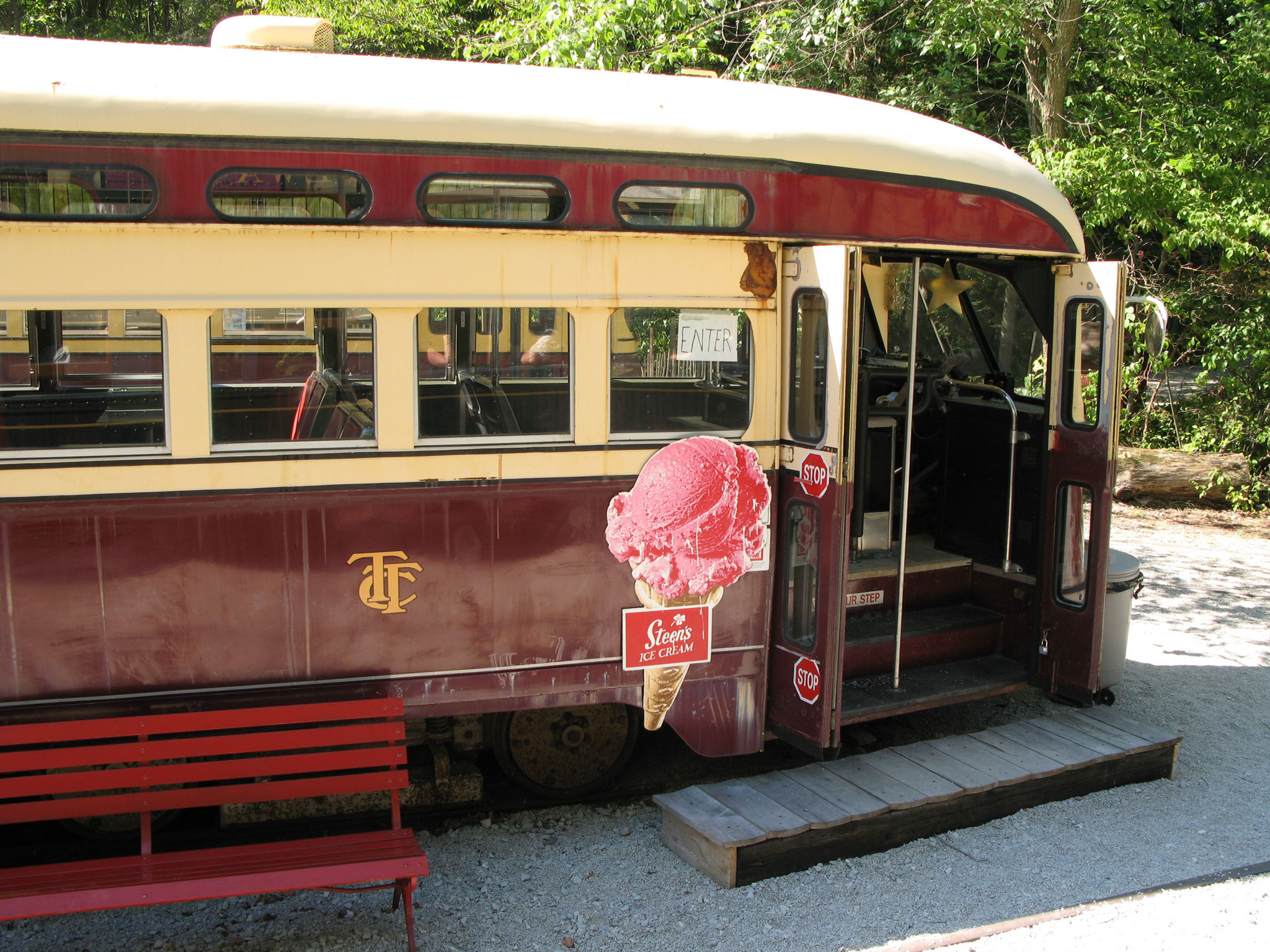
PCCカー 写真は引退後にアイスクリームショップとして利用されているもの
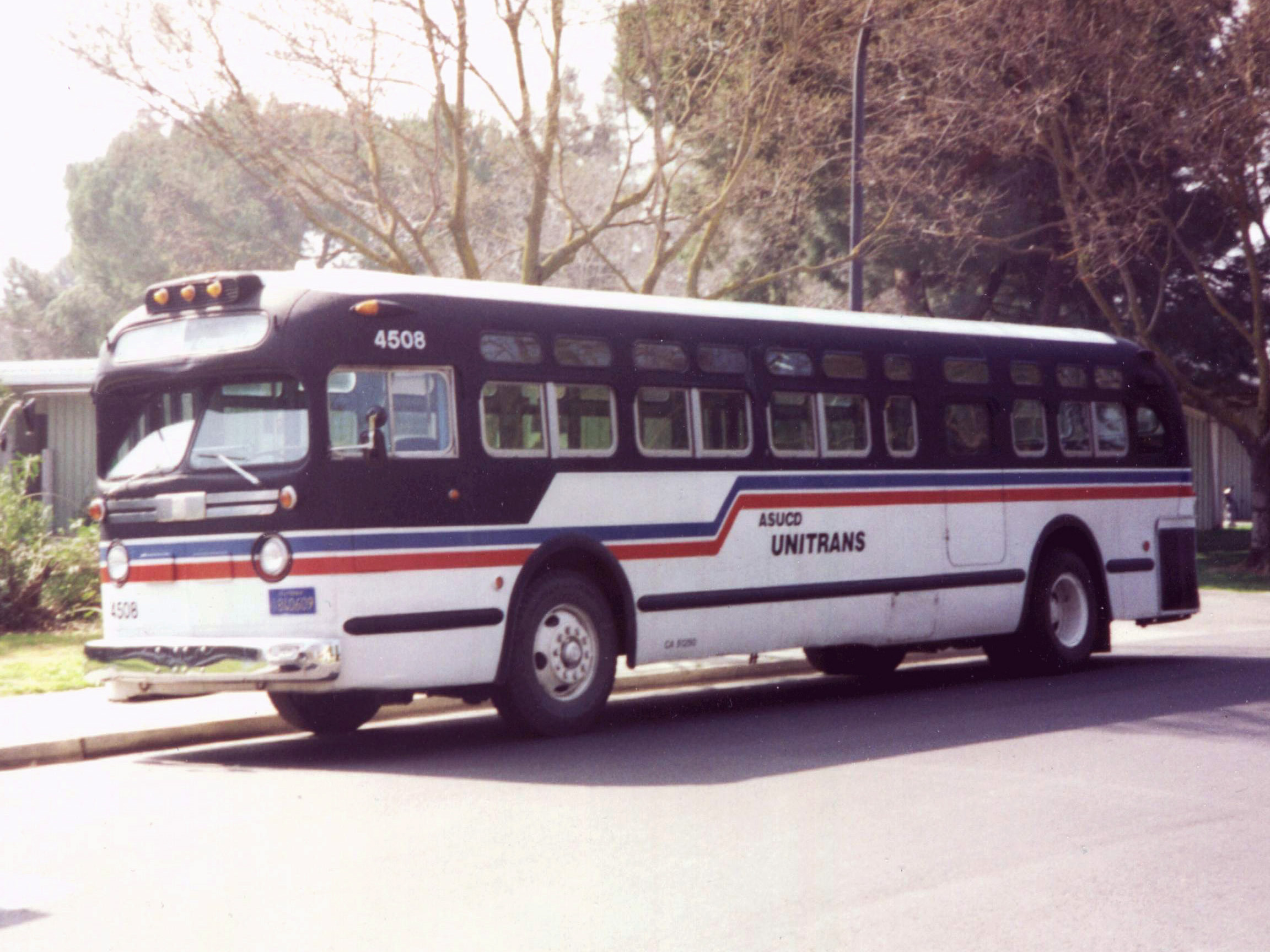
GMC・トランジット 下段の窓を2個一組とし隅にRが付けられたタイプは川崎航空機が模倣した
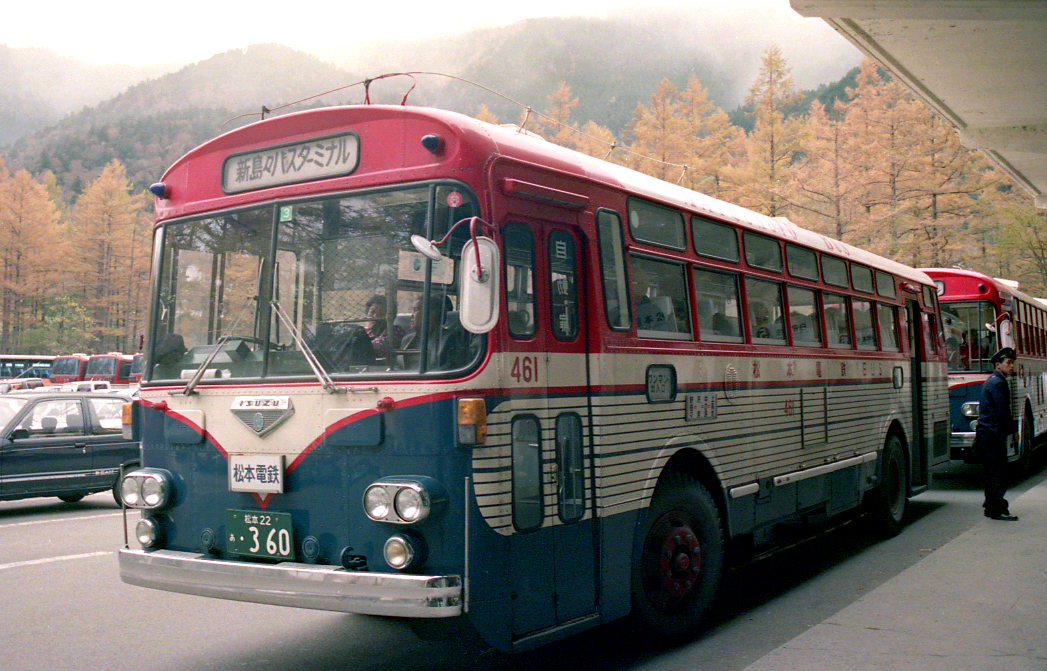
松本電鉄バス461号車。1974年式のいすゞBU10K（1988年撮影）
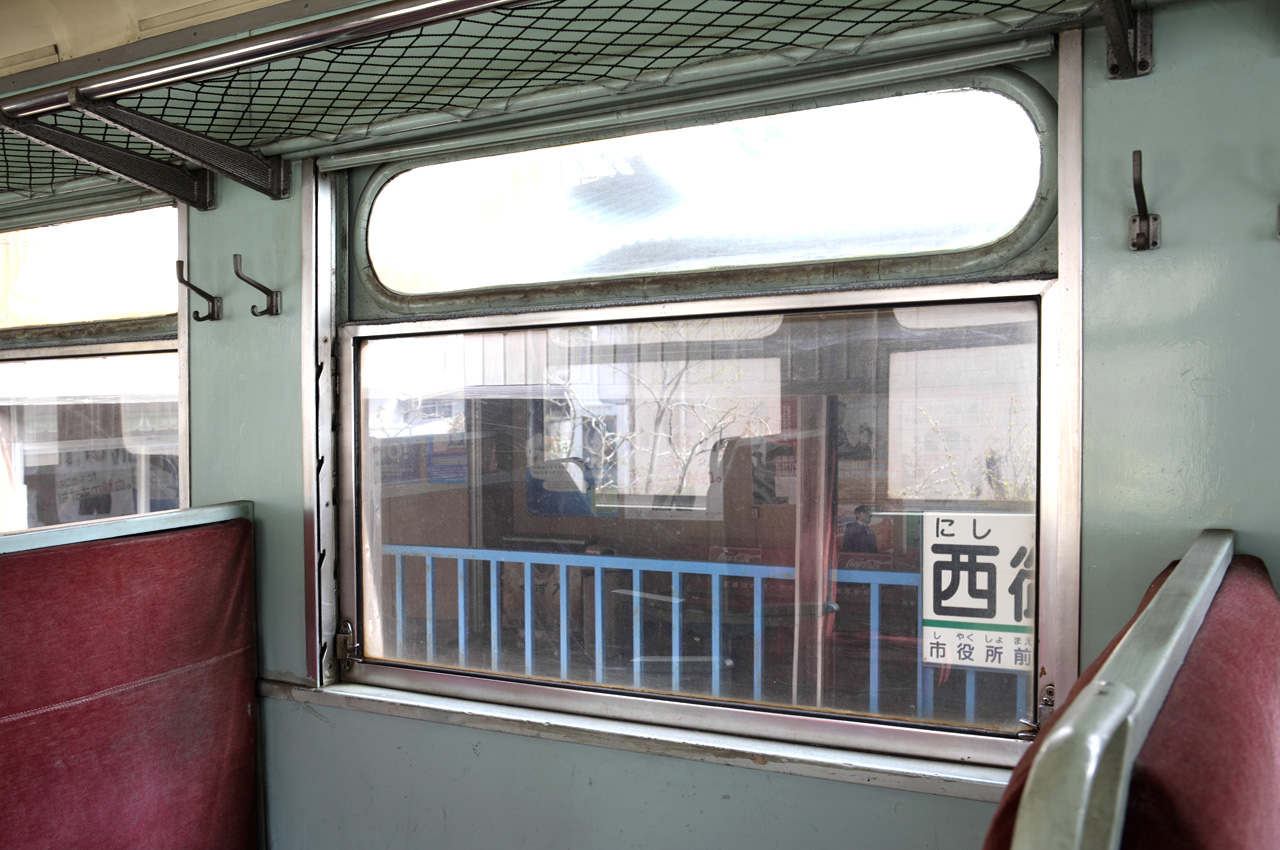
室内側 紀州鉄道キハ600形
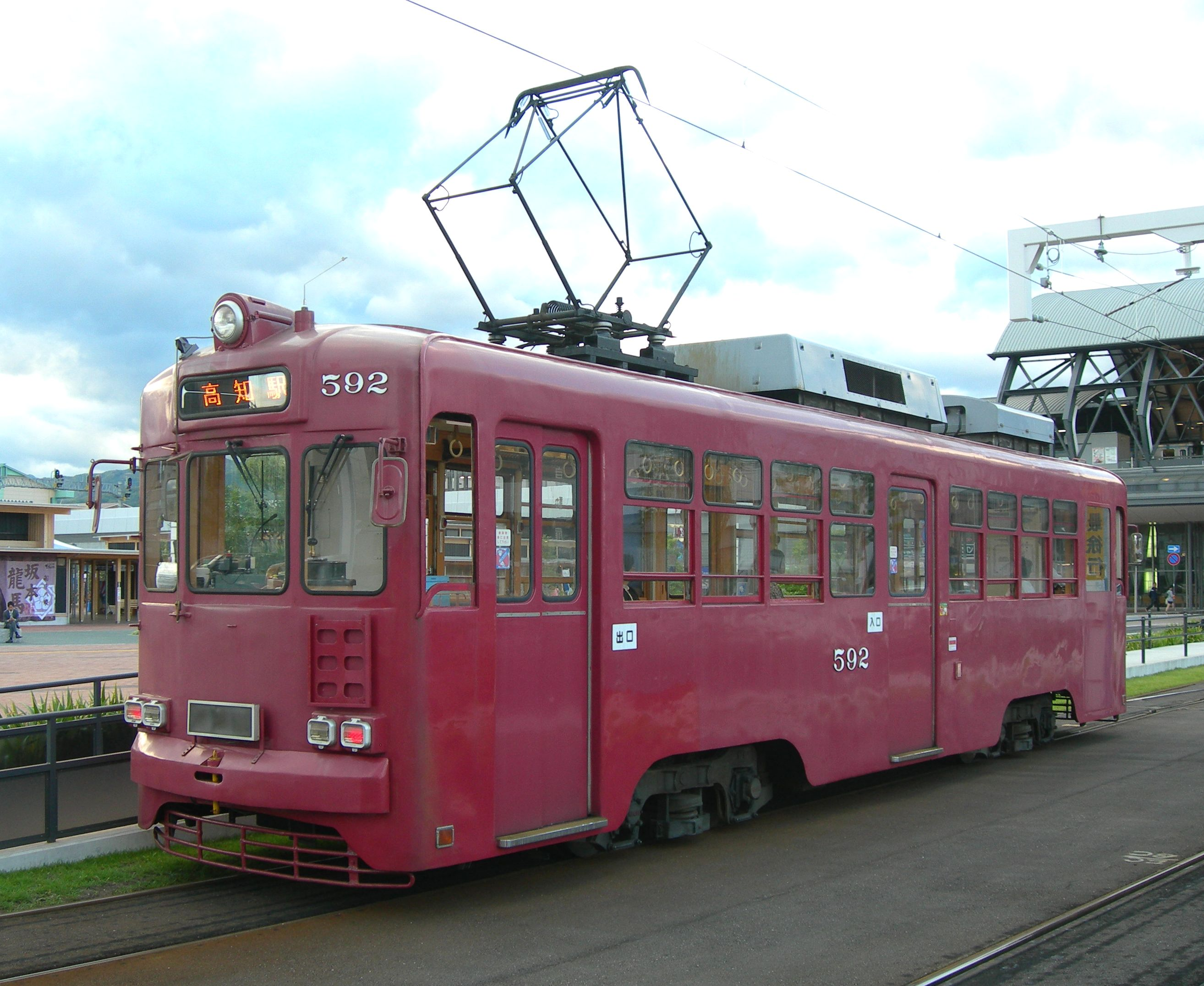
バス窓に改造されたとさでん交通592